# Caleta Quiaca
Sector Quiaca
Sector Quiaca es la localidad que se encuentra en la Isla Llancahué frente al Canal Cholgo y pertenece administrativamente a la comuna de Hualaihué, Provincia de Palena, Región de los Lagos, Chile. 
Quiaca toma su nombre de un árbol, cuyo nombre científico es Caldcluvia paniculata.
Cuenta con una escuela rural y constituye una de las escuelas más aisladas de la comuna de Hualaihué junto a la escuela de Puerto Bonito